# Frank Wycheck
Frank John Wycheck (Filadelfia, 14 ottobre 1971 – Chattanooga, 9 dicembre 2023) è stato un giocatore di football americano statunitense che ha militato nel ruolo di tight end nella National Football League (NFL).

## Carriera

### Washington Redskins
Wycheck fu scelto nel corso del sesto giro (160º assoluto) del Draft NFL 1993 dai Washington Redskins. Con l'arrivo del nuovo capo-allenatore Norv Turner nel 1994, i Redskins tentarono senza successo di fare passare Wycheck al ruolo di fullback. Più tardi, in quella stessa stagione, il giocatore fu sospeso dalla lega per essere risultato positivo a degli steroidi anabolizzanti. Fu svincolato prima della stagione 1995.

### Tennessee Oilers/Titans
Nel 1995 Wycheck firmò con gli Houston Oilers, che in seguito si trasferirono e diventarono Tennessee Titans.
Wycheck fu convocato per il Pro Bowl nel 1998, 1999 e 2000. Tuttavia è maggiormente noto per la sua partecipazione nella giocata conosciuta come Music City Miracle, alla fine della partita del turno delle wild card dei play-off del 2000 contro i Buffalo Bills. I Titans erano in svantaggio per 16–15 con 16 secondi al termine. Wycheck ricevette il pallone dalle mani di Lorenzo Neal dopo di che lo lanciò lateralmente a Kevin Dyson, che corse per 75 yard segnando il touchdown della vittoria. Quell'anno i Titans raggiunsero il Super Bowl XXXIV, dove furono sconfitti dai St. Louis Rams in una gara equilibrata. Wycheck continuò a giocare per Tennessee fino al suo ritiro, avvenuto dopo la stagione 2003.
Wycheck concluse la carriera con 505 ricezioni per 5.126 yard e 28 touchdown in undici anni, uno dei pochi tight end della storia ad avere ricevuto 500 passaggi in carriera (gli altri sono Jason Witten, Shannon Sharpe, Ozzie Newsome, Kellen Winslow, Tony Gonzalez, Antonio Gates, Rob Gronkowski, Jimmy Graham, Zach Ertz, Jeremy Shockey, Vernon Davis, Kellen Winslow, Benjamin Watson, Dallas Clark, Delanie Walker e Travis Kelce). Wycheck guidò i Titans in yard ricevute in tre stagioni consecutive (1999–2001). Nei play-off 1999 e 2002 ebbe 14 ricezioni, pareggiando in entrambi i casi il record di franchigia di Tim Wilson e Jackie Harris. Wycheck completò anche 5 passaggi su 6 tentativi in carriera, per 148 yard, 2 touchdown e un passer rating perfetto di 158,3.

## Palmarès

### Franchigia
- American Football Conference Championship: 1

Tennessee Titans: 1999

### Individuale
- Convocazioni al Pro Bowl: 3

1998, 1999, 2000
- Second-Team All-Pro: 1

2000
- Tennessee Titans Ring of Honor